# Cadzow Castle

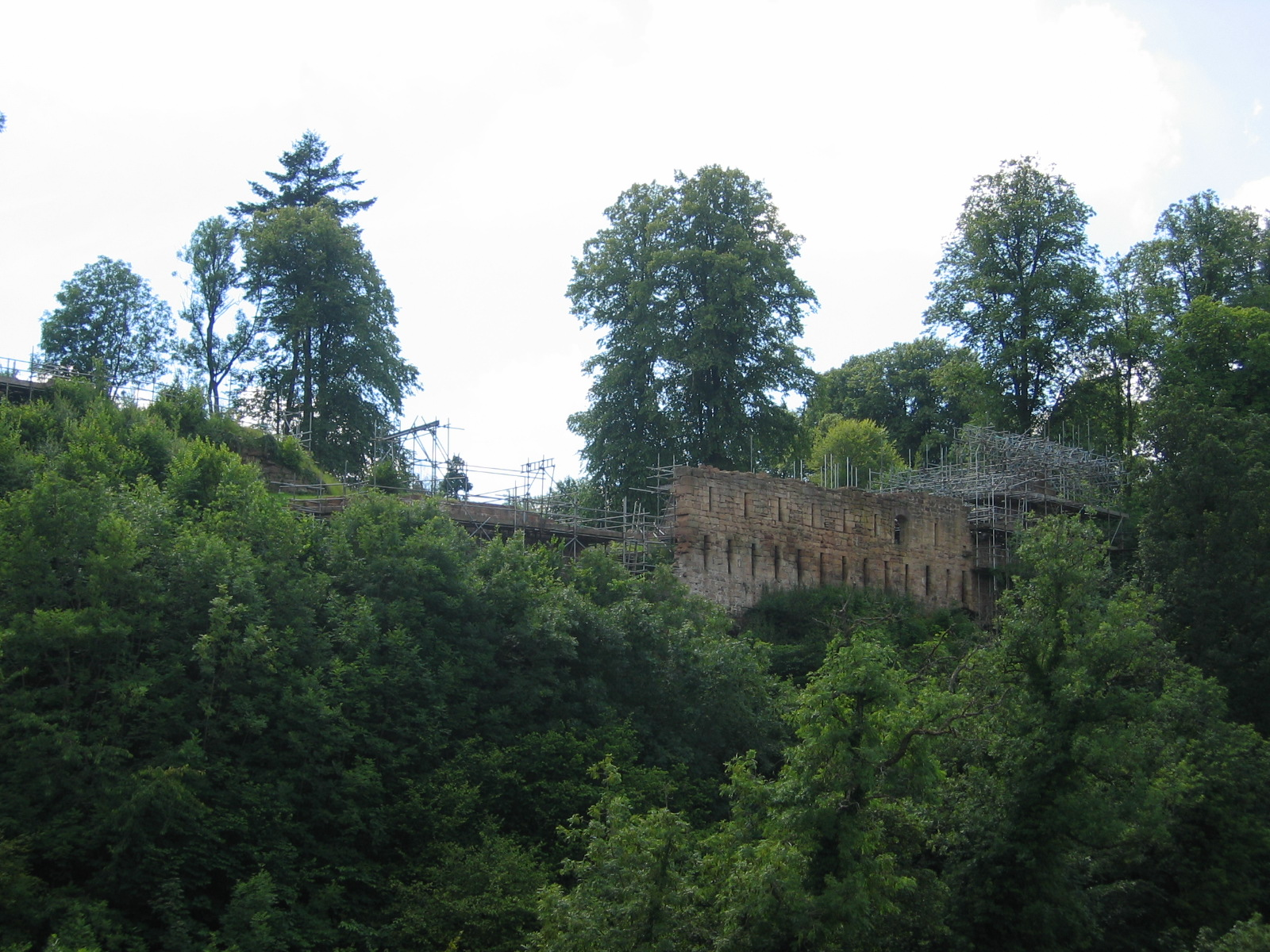
Cadzow Castle Vy från Dukes bridge.

Cadzow Castle är en ruin av ett slott, som byggdes mellan 1500 and 1550 på den plats där tidigare ett skotskt kungligt slott legat, lite söder om staden Hamiltons centrum i South Lanarkshire, Skottland. 

## Historik
Kungarna av Strathclyde sägs ha haft ett jaktställe i Cadzow.
Det ursprungliga Cadzow Castle byggdes under första delen av elvahundratalet som ett tillfälligt kungligt residens för David I av Skottland. Det finns kungliga brev skrivna här så tidigt som 1139. Hans efterträdare från Alexander II till Robert I av Skottland använde också slottet som jaktresidens. 
Egendomen delades 1222 och slottet tillföll klanen Comyn, som förlorade det till Robert the Bruce, som förlänade det till Walter FitzGilbert de Hambeldon i början av trettonhundratalet under skotska frihetskriget, som tack för att han utan motstånd överlämnat slottet Bothwell till skottarna. 
FitzGilbert, som adlades som förste Baron of Cadzow, är förfader till hertigarna av Hamilton och svenska adliga ätten Hamilton.
1445 blev ägaren, James Hamilton, utnämnd till lord i skotska parlamentet, vilket medförde att han blev pär i Skottland. Samtidigt bytte staden Cadzow namn till Hamilton för att hedra honom. 
Slottet är mest känt för att ha härbärgerat Maria Stuart under hennes flykt från Skottland till England.